# جوليو دي ستيفانو
جوليو دي ستيفانو (بالإيطالية: Giulio De Stefano)‏ هو متسابق يخت إيطالي، ولد في 6 مايو 1929 في كاستيلاماري دي ستابيا في إيطاليا.

## وصلات خارجية
- جوليو دي ستيفانو على موقع أوليمبيديا (الإنجليزية)
- جوليو دي ستيفانو على موقع اللجنة الأولمبية الإيطالية (الإيطالية)